# Poema sinfónico
Un poema sinfónico es una obra musical que desarrolla un argumento literario. Suele tener un único movimiento escrito para orquesta, aunque también puede ser para piano o para pequeñas formaciones instrumentales. El poema sinfónico es una guía para el desarrollo de la forma musical como tal en términos técnicos.
El término fue aplicado por primera vez por Franz Liszt, que escribió trece composiciones de este género. La música descriptiva fue sin duda el mejor camino para transmitir obras literarias, ya fueran de carácter religioso, épico, heroico, fantástico, etcétera, pero será con el poema sinfónico donde esta encuentre su más fuerte forma de expresión.
Un poema sinfónico puede ser una obra en sí misma o formar parte de un ciclo de poemas sinfónicos a modo de suite. Un ejemplo de esto es Má vlast (Mi patria), de Bedřich Smetana, formado por seis poemas sinfónicos.
Lo opuesto a poema sinfónico sería la música absoluta, en la que los sonidos no tratan de evocar ningún argumento literario.

## Antecedentes
El primer uso del término alemán Tondichtung (poema tonal) parece haber sido de Carl Loewe, aplicado no a una obra orquestal sino a su pieza para piano solo, Mazeppa, op. 27 (1828), basado en el poema de ese nombre de Lord Byron, y escrito doce años antes de que Liszt tratara el mismo tema de manera orquestal.
El musicólogo Mark Bonds sugiere que en el segundo cuarto del siglo XIX, el futuro del género sinfónico parecía incierto. Si bien muchos compositores continuaron escribiendo sinfonías durante las décadas de 1820 y 1830, "había una sensación cada vez mayor de que estas obras eran estéticamente muy inferiores a las de Beethoven ... La verdadera cuestión no era tanto si todavía se podían escribir sinfonías, sino si el género podría seguir floreciendo y creciendo”. Felix Mendelssohn, Robert Schumann y Niels Gade lograron éxitos con sus sinfonías, poniendo al menos una parada temporal al debate sobre si el género estaba muerto. Sin embargo, los compositores comenzaron a explorar la "forma más compacta" de la obertura de concierto "... como un vehículo dentro del cual fusionar ideas musicales, narrativas y pictóricas". Los ejemplos incluyeron las oberturas de Mendelssohn El sueño de una noche de verano (1826) y Las Hébridas (1830).
Entre 1845 y 1847, el compositor belga César Franck escribió una pieza orquestal basada en el poema Ce qu'on entend sur la montagne de Victor Hugo. La obra presenta características de poema sinfónico, y algunos musicólogos, como Norman Demuth y Julien Tiersot, la consideran la primera de su género, anterior a las composiciones de Liszt. Sin embargo, Franck no publicó ni interpretó su pieza; tampoco se propuso definir el género. La determinación de Liszt de explorar y promover el poema sinfónico le valió el reconocimiento como inventor del género.

## Liszt

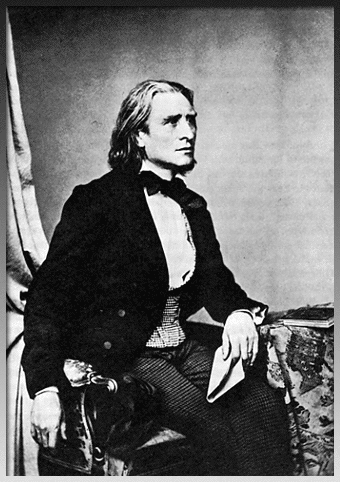
Franz Liszt en 1858.

El compositor húngaro Franz Liszt deseaba expandir las obras de un solo movimiento más allá de la forma de obertura de concierto. La música de oberturas sirve para inspirar a los oyentes a imaginar escenas, imágenes o estados de ánimo; Liszt pretendía combinar esas cualidades programáticas con una escala y complejidad musical normalmente reservada para el movimiento de apertura de las sinfonías clásicas. El movimiento de apertura, con su interacción de temas contrastantes en forma de sonata, normalmente se consideraba la parte más importante de la sinfonía. Para lograr sus objetivos, Liszt necesitaba un método más flexible de desarrollar temas musicales de lo que permitiría la forma de sonata, pero que preservara la unidad general de una composición musical.
Liszt encontró su método a través de dos prácticas compositivas, que utilizó en sus poemas sinfónicos. La primera práctica fue la forma cíclica, un procedimiento establecido por Beethoven en el que ciertos movimientos no solo están vinculados sino que en realidad reflejan el contenido de los demás. Liszt llevó la práctica de Beethoven un paso más allá, combinando movimientos separados en una estructura cíclica de un solo movimiento. Muchas de las obras maduras de Liszt siguen este patrón, del cual Les Préludes es uno de los ejemplos más conocidos. La segunda práctica fue la transformación temática, un tipo de variación en la que se cambia un tema, no en un tema relacionado o subsidiario, sino en algo nuevo, separado e independiente. Como escribió el musicólogo Hugh Macdonald sobre las obras de Liszt en este género, la intención era "mostrar la lógica tradicional del pensamiento sinfónico"; es decir, mostrar una complejidad comparable en la interacción de los temas musicales y el "paisaje" tonal a los de la sinfonía romántica.
La transformación temática, como la forma cíclica, no era nada nuevo en sí mismo. Había sido utilizado anteriormente por Mozart y Haydn.  En el movimiento final de su Novena Sinfonía, Beethoven había transformado el tema de la "Oda a la alegría" en una marcha turca. Weber y Berlioz también habían transformado temas, y Schubert utilizó la transformación temática para unir los movimientos de su Wanderer Fantasy , una obra que tuvo una tremenda influencia en Liszt. Sin embargo, Liszt perfeccionó la creación de estructuras formales significativamente más largas únicamente a través de la transformación temática, no solo en los poemas sinfónicos sino en otras obras como su Segundo Concierto para piano y su Sonata para piano en si menor. De hecho, cuando una obra tenía que acortarse, Liszt tendía a cortar secciones de desarrollo musical convencional y preservar secciones de transformación temática.
Si bien Liszt se había inspirado hasta cierto punto en las ideas de Richard Wagner para unificar las ideas del drama y la música a través del poema sinfónico, Wagner le dio al concepto de Liszt solo un apoyo tibio en su ensayo de 1857 Sobre los poemas sinfónicos de Franz Liszt, y fue más tarde para romper por completo con el círculo de Weimar de Liszt sobre sus ideales estéticos.

## Compositores checos

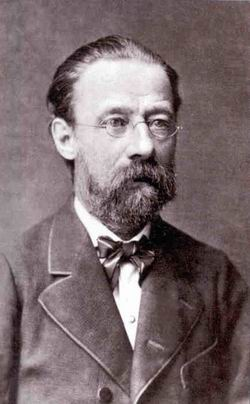
Smetana

Los compositores que desarrollaron el poema sinfónico después de Liszt fueron principalmente bohemios, rusos y franceses; los bohemios y rusos mostraron el potencial de la forma como vehículo para las ideas nacionalistas que se estaban fomentando en sus respectivos países en este momento. Bedřich Smetana visitó Liszt en Weimar en el verano de 1857, donde escuchó las primeras representaciones de la Sinfonía de Fausto y el poema sinfónico Die Ideale. [20] Influenciado por los esfuerzos de Liszt, Smetana comenzó una serie de obras sinfónicas basadas en temas literarios: Ricardo III (1857-8), Wallenstein's Camp (1858-9) y Hakon Jarl.(1860-1861). Una obra para piano que data del mismo período, Macbeth a čarodějnice ( Macbeth y las brujas , 1859), tiene un alcance similar pero un estilo más atrevido. El musicólogo John Clapham escribe que Smetana planeó estas obras como "una serie compacta de episodios" extraídos de sus fuentes literarias "y se acercó a ellos como dramaturgo más que como poeta o filósofo". Usó temas musicales para representar personajes específicos; de esta manera siguió más de cerca la práctica del compositor francés Héctor Berlioz en su sinfonía coral Roméo et Juliette que la de Liszt. Al hacerlo, escribe Hugh Macdonald, Smetana siguió "un patrón sencillo de descripción musical".

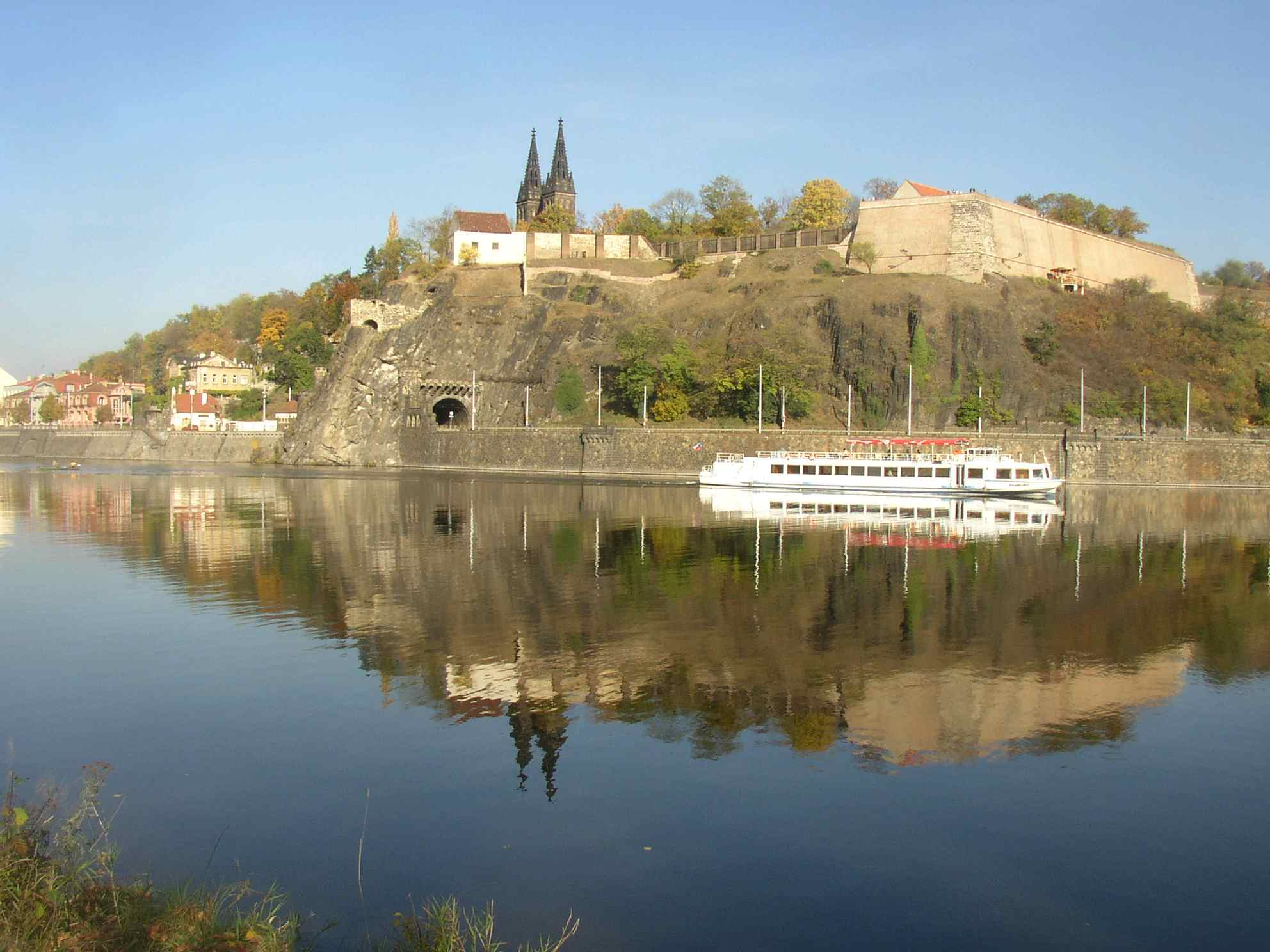
La fortaleza de Vyšehrad, evocada musicalmente en el primer poema Má vlast de Smetana.

El conjunto de seis poemas sinfónicos de Smetana publicados bajo el título general de Má vlast se convirtió en sus mayores logros en el género. Compuesto entre 1872 y 1879, el ciclo encarna la creencia personal de su compositor en la grandeza de la nación checa al tiempo que presenta episodios e ideas seleccionados de la historia checa. Dos temas musicales recurrentes unifican todo el ciclo. Un tema representa Vyšehrad, la fortaleza sobre el río Vltava cuyo curso proporciona el tema para la segunda (y más conocida) obra del ciclo; el otro es el antiguo himno checo " Ktož jsú boží bojovníci " ("Vosotros que sois guerreros de Dios"), que une los dos últimos poemas del ciclo, Tábor y Blaník. [23]
Al expandir la forma a un ciclo unificado de poemas sinfónicos, Smetana creó lo que Macdonald denomina "uno de los monumentos de la música checa" y, escribe Clapham, "extendió el alcance y el propósito del poema sinfónico más allá de los objetivos de cualquier posterior compositor". [25] Clapham agrega que en su descripción musical de la escenografía en estas obras, Smetana "estableció un nuevo tipo de poema sinfónico, que finalmente condujo a Tapiola de Sibelius ". [26] Además, al mostrar cómo aplicar nuevas formas para nuevos propósitos, Macdonald escribe que Smetana "comenzó una profusión de poemas sinfónicos de sus contemporáneos más jóvenes en las tierras checas y Eslovaquia", incluidos Antonín Dvořák, Zdeněk Fibich,y Vítězslav Novák.
Dvořák escribió dos grupos de poemas sinfónicos, que datan de la década de 1890. El primero, que Macdonald llama de diversas maneras poemas sinfónicos y oberturas, forma un ciclo similar a Má vlast, con un solo tema musical que recorre las tres piezas. Originalmente concebidas como una trilogía titulada Příroda, Život a Láska ( Naturaleza, vida y amor ), aparecieron en cambio como tres obras separadas, V přírodě ( En el reino de la naturaleza ), Carnaval y Otelo. La partitura de Otelo contiene notas de la obra de Shakespeare, mostrando que Dvořák tenía la intención de escribirla como una obra programática;  sin embargo, la secuencia de eventos y personajes retratados no se corresponde con las notas.
El segundo grupo de poemas sinfónicos comprende cinco obras. Cuatro de ellos- El Agua Goblin, la bruja del mediodía, The Golden giro de la rueda y la paloma salvaje -son basado en poemas de Karel Jaromír Erben's Kytice ( Ramo colección) de los cuentos de hadas. En estos cuatro poemas, Dvořák asigna temas musicales específicos para personajes y eventos importantes del drama.  Para The Golden Spinning Wheel , Dvořák llegó a estos temas estableciendo líneas de los poemas a la música. También sigue el ejemplo de transformación temática de Liszt y Smetana, metamorfoseando el tema del rey en The Golden Spinning Wheel para representar a la malvada madrastra y también al misterioso y amable anciano que se encuentra en el cuento.  Macdonald escribe que si bien estas obras pueden parecer difusas según los estándares sinfónicos, sus fuentes literarias realmente definen la secuencia de eventos y el curso de la acción musical. Clapham añade que si bien Dvořák puede seguir demasiado de cerca las complejidades narrativas de The Golden Spinning Wheel , "la larga repetición al comienzo de The Noon Witch muestra a Dvořák rechazando temporalmente una representación precisa de la balada en aras de un equilibrio musical inicial ".  El quinto poema, Canción heroica, es el único que no tiene un programa detallado.

## Rusia

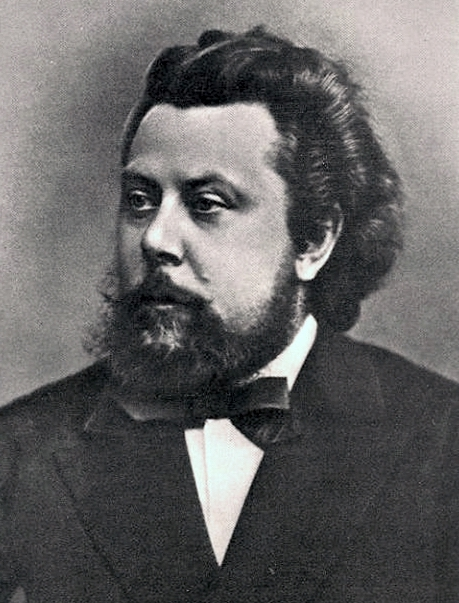
Modest Musorgskiy, 1870

El desarrollo del poema sinfónico en Rusia, como en las tierras checas, surgió de la admiración por la música de Liszt y la devoción por los temas nacionales. A esto se sumó el amor ruso por la narración de historias, para el cual el género parecía expresamente diseñado, y llevó al crítico Vladimir Stasov a escribir: "Prácticamente toda la música rusa es programática".[28] Macdonald escribe que Stasov y el grupo patriótico de compositores conocido como Grupo de los cinco llegaron incluso a aclamar a la Kamarinskaya de Mijaíl Glinka como "un prototipo de la música descriptiva rusa"; a pesar del hecho de que el mismo Glinka negó que la pieza tuviera algún programa, y llamó a la obra, que se basa completamente en la música popular rusa, "música pintoresca".[29] En esto, Glinka fue influenciado por el compositor francés Héctor Berlioz, a quien conoció en el verano de 1844.

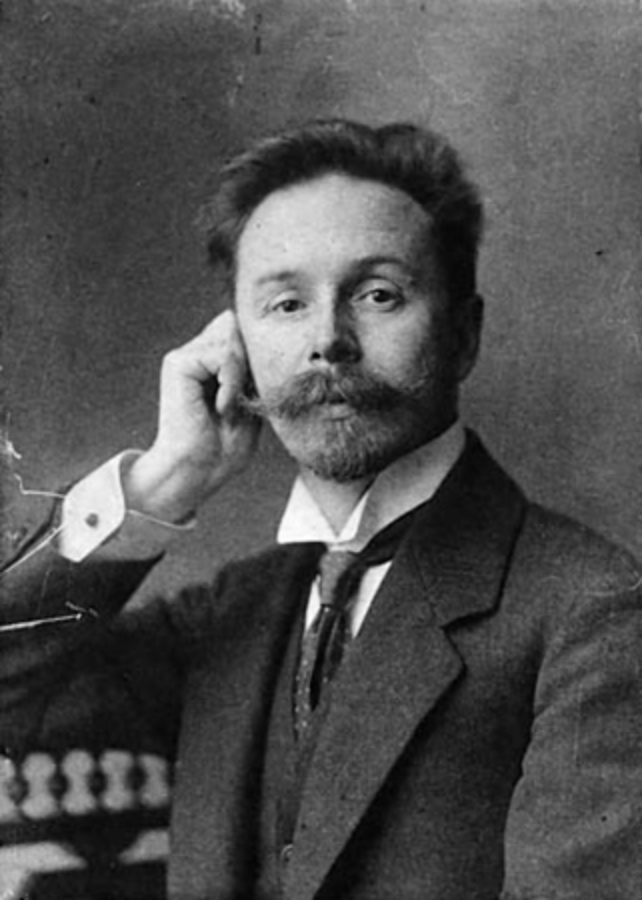
Alexander Skrjabin

Al menos tres de los Cinco abrazaron por completo el poema sinfónico. Tamara (1867-1882) de Mili Balákirev evoca ricamente el oriente de los cuentos de hadas y, aunque se basa estrechamente en el poema de Mijail Lérmontov, mantiene un buen ritmo y está lleno de atmósfera. Los otros dos poemas sinfónicos de Balakirev, En Bohemia (1867, 1905) y Rusia (versión de 1884) carecen del mismo contenido narrativo; en realidad son colecciones sueltas de melodías nacionales y se escribieron originalmente como oberturas de concierto. Macdonald llama a la Noche en el monte pelado de Modest Músorgski y a Las estepas del Asia Central de Alexander Borodin "imágenes orquestales poderosas, cada una única en la producción de su compositor". Esta última evoca el viaje de una caravana a través de las estepas. Noche en el monte pelado, especialmente en su versión original, contiene una armonía que a menudo es impactante, a veces punzante y altamente abrasiva; sus tramos iniciales atraen especialmente al oyente a un mundo de franqueza y energía intransigentemente brutales.
Nikolai Rimski-Kórsakov escribió obras orquestales que se clasifican como poemas sinfónicos, su "cuadro musical" Sadko (1867-1892) y Skazka (Leyenda, 1879-1880), originalmente titulado Baba-Yaga. Tanto sus suites sinfónicas Antar como Scherezade están concebidas de manera similar a estas obras. El folclore ruso también proporcionó material para poemas sinfónicos de Alexander Dargomyzhsky, Anatoly Lyadov y Alexander Glazunov. Stenka Razin de Glazunov y Baba-Yaga Kikimora y El lago encantado de Lyadov están todos basados en temas nacionales. La falta de un ritmo armónico intencionado en las obras de Lyadov produce una sensación de irrealidad y atemporalidad muy parecida a la narración de un cuento repetido con frecuencia como un cuento de hadas.
Si bien ninguno de los poemas sinfónicos de Pyotr Ilyich Chaikovski tiene un tema ruso, mantienen la forma musical y el material literario en un fino equilibrio. (Chaikovski no llamó a su Romeo y Julieta, poema sinfónico sino más bien una "obertura fantasía", y la obra en realidad puede estar más cerca de una obertura de concierto en su uso relativamente estricto de la forma sonata. R.W.S. Mendl, escribe en The Musical Quarterly que Chaikovski estaba especialmente bien dotado por temperamento para la composición de poemas sinfónicos. Incluso sus obras en otras formas instrumentales, como su Sinfonía Manfred tienen una estructura muy libre y con frecuencia participan de la naturaleza de la música de programa.
Entre los poemas sinfónicos rusos posteriores, La roca de Sergei Rajmáninov muestra tanto la influencia de la obra de Chaikovski como La isla de los muertos (1909) muestra su independencia de ella. Una deuda similar con su maestro Rimski-Kórsakov impregna El canto del ruiseñor de Igor Stravinsky, extraído de su ópera El ruiseñor. 
El Poema del éxtasis (1905–08) y Prometeo: El Poema del fuego (1908–10) de Alexander Skriabin, en su proyección de un mundo teosófico egocéntrico sin igual en otros poemas sinfónicos, son notables por su detalle y lenguaje armónico avanzado.
El realismo socialista en la Unión Soviética permitió que la música programática sobreviviera allí más tiempo que en Europa occidental, como lo ejemplifica el poema sinfónico de Dmitri Shostakovich, Octubre (1967).

## Francia

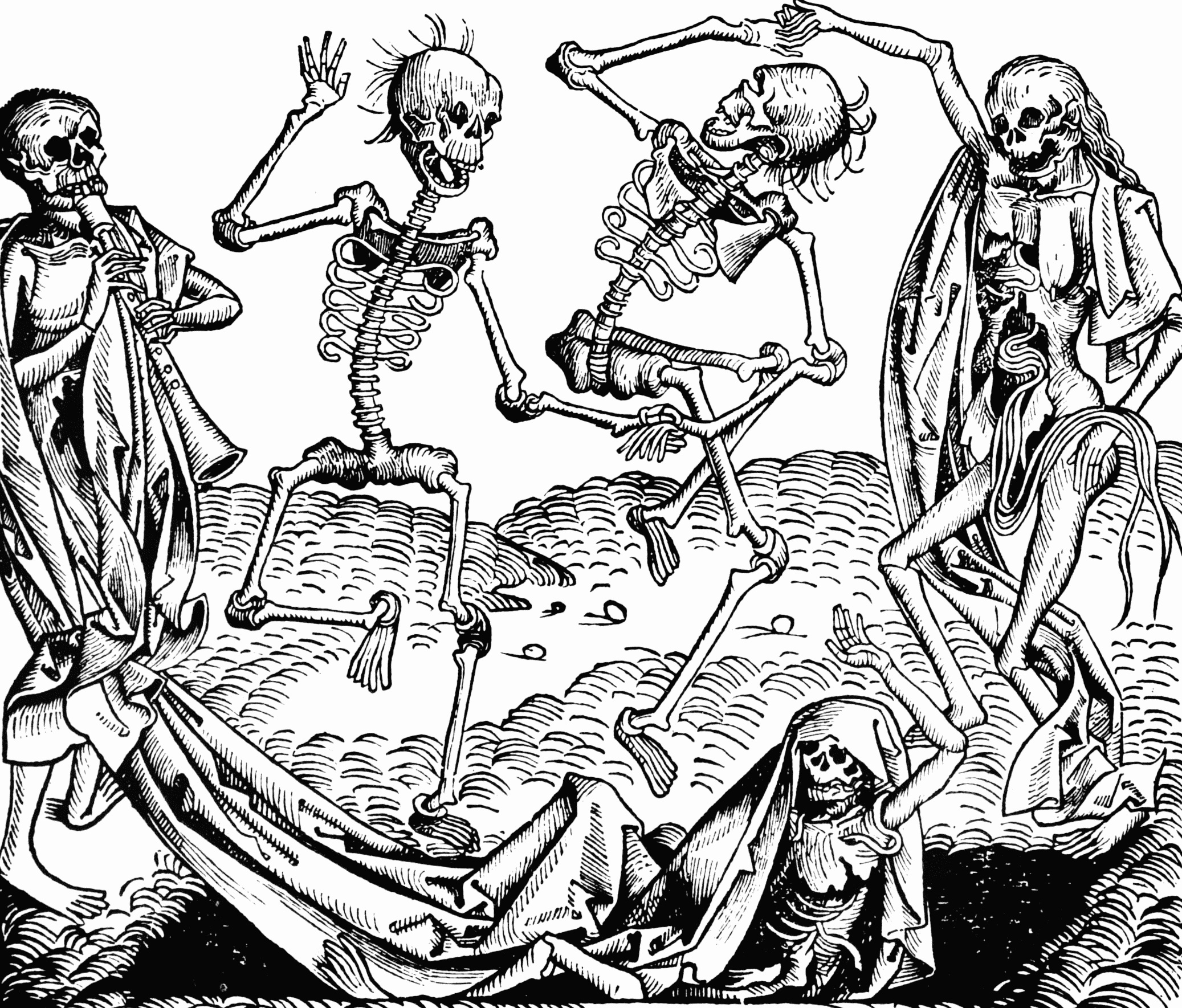
Michael Wolgemut, La danza de la muerte (1493) del Liber Chronicarum de Hartmann Schedel, evocada musicalmente en la Danse macabre de Saint-Saëns.

Si bien Francia estaba menos preocupada que otros países por el nacionalismo, todavía tenía una tradición bien establecida de música narrativa e ilustrativa que se remontaba a Berlioz y Félicien David. Por esta razón, los compositores franceses se sintieron atraídos por los elementos poéticos del poema sinfónico. De hecho, César Franck había escrito una pieza orquestal basada en el poema de Hugo Ce qu'on entend sur la montagne antes de que el propio Liszt lo hiciera con su primer poema sinfónico numerado.
El poema sinfónico se puso de moda en Francia en la década de 1870, con el apoyo de la recién fundada Société Nationale y su promoción de los compositores franceses más jóvenes. En el año posterior a su fundación, 1872, Camille Saint-Saëns compuso Le rouet d'Omphale, y pronto lo siguió con tres más, el más famoso de los cuales se convirtió en la Danse macabre (1874).[36] En estas cuatro obras, Saint-Saëns experimentó con la orquestación y la transformación temática. La jeunesse d'Hercule (1877) fue escrito con el estilo más cercano a Liszt. Los otros tres se concentran en algún movimiento físico (girar, montar, bailar) que se representa en términos musicales. Anteriormente había experimentado con la transformación temática en su obertura Spartacus; más tarde lo usaría en su Cuarto Concierto para piano y su Tercera Sinfonía.
Después de Saint-Saëns vino Vincent d'Indy. Si bien d'Indy llamó a su trilogía Wallenstein (1873, 1879-1881) "tres oberturas sinfónicas", el ciclo es similar al Má vlast de Smetana en su alcance general. Lenore (1875) de Henri Duparc mostró una calidez wagneriana en su escritura y orquestación. Franck escribió Les Éolides, delicadamente evocadoras, seguidas de la narrativa Le Chasseur maudit y el poema sinfónico para piano y orquesta Les Djinns, concebido de manera muy similar al Totentanz de Liszt. Vivane de Ernest Chausson ilustra la inclinación mostrada por el círculo de Franck por los temas mitológicos.
El Prélude à l'après-midi d'un faune (1892-4) de Claude Debussy, pensado inicialmente como parte de un tríptico, es, en palabras del compositor, "una sucesión muy libre... de escenas a través de las cuales los deseos del Fauno y los sueños se mueven en el calor de la tarde". El aprendiz de brujo de Paul Dukas sigue la vena narrativa del poema sinfónico, mientras que La valse (1921) de Maurice Ravel es considerada por algunos críticos como una parodia de Viena en un idioma que ningún vienés reconocería como propio. Al primer poema sinfónico de Albert Roussel, basado en la novela Resurrección (1903) de León Tolstoi, pronto le siguió Le Poème de forêt (1904-6), que consta de cuatro movimientos escritos en forma cíclica y Pour une fête de printemps (1920), concebido inicialmente como el movimiento lento de su Segunda Sinfonía. Charles Koechlin también escribió varios poemas sinfónicos, los más conocidos de los cuales están incluidos en su ciclo basado en El libro de la selva de Rudyard Kipling. A través de estas obras, defendió la viabilidad del poema sinfónico mucho después de que hubiera pasado de moda.

## Alemania

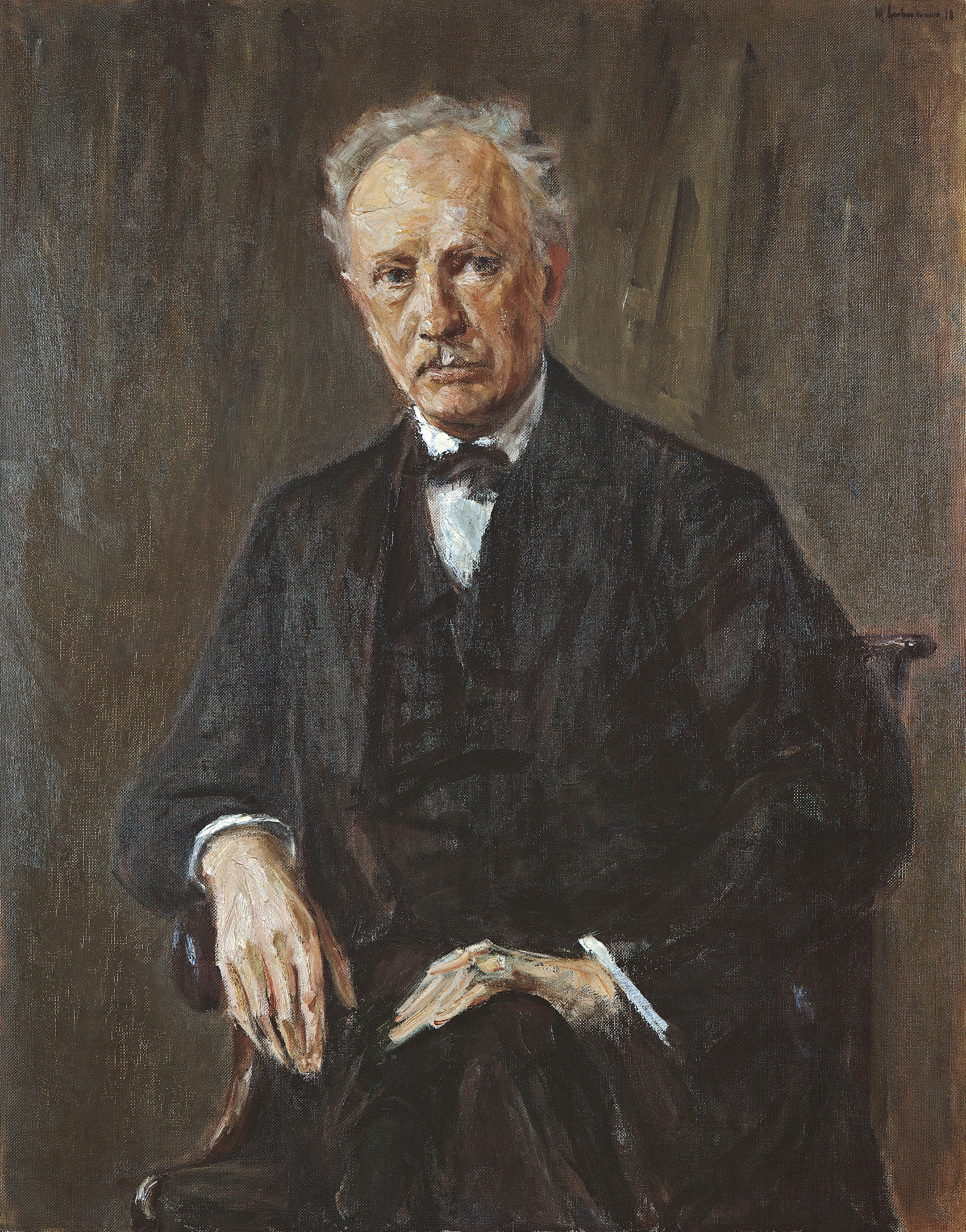
Max Liebermann retrato de Richard Strauss

Los poemas sinfónicos de Richard Strauss se señalan como el punto culminante de la música programática en la última parte del siglo XIX, ampliando sus límites y llevando el concepto de realismo en la música a un nivel sin precedentes. En estas obras, amplió la gama expresiva de la música al representar temas que muchas veces se consideraban inadecuados para la representación musical. Como señala Hugh MacDonald en el New Grove Dictionary of Music and Musicians, "en los años previos a la Primera Guerra Mundial, estas obras se consideraban a la vanguardia de lo moderno".
El corpus de su obra sinfónica programática es el siguiente:
- Aus Italien (Desde Italia), Op. 16 (1886)
- Don Juan, Op. 20 (1888)
- Macbeth, Op. 23 (1888)
- Tod und Verklärung (Muerte y Transfiguración), Op. 24 (1889)
- Till Eulenspiegels lustige Streiche (Las travesuras de Till Eulenspeigel), Op. 28 (1895)
- Also sprach Zarathustra ( Así hablaba Zarathustra), Op. 30 (1896)
- Don Quixote, Op. 35 (1897)
- Ein Heldenleben (Una vida de héroe), Op. 40 (1898)
- Symphonia Domestica, Op. 53 (1903)
- Eine Alpensinfonie (Sinfonía Alpina), Op. 64 (1915)

Se ha de tener en cuenta que Macbeth en realidad se escribió antes de Don Juan y Muerte y Transfiguración, pero se estrenó después de ambos.
Después de dejar la Universidad de Múnich en 1883, Strauss se fue a Dresde y luego a Berlín, donde escuchó a Hans von Bülow como pianista y director con la orquesta de Meiningen. Bülow interpretó la Serenata de Strauss y encargó otra obra al joven compositor. Esta obra, una suite en si bemol, se convirtió en el debut de Strauss como director en 1884 cuando Bülow le informó que la dirigiría a la orquesta de Meiningen sin el beneficio de un ensayo. Al año siguiente, Strauss se convirtió en el director asistente de la orquesta de Meiningen y asistió a todos los ensayos de Bulow con lápiz y papel en la mano.
Bülow expuso a Strauss a la "música del futuro" a través de su relación con Alexander Ritter, un compositor y violinista que se había casado con la sobrina de Richard Wagner y él mismo había escrito seis poemas sinfónicos similares a los de Franz Liszt. Es posible que Strauss ya se hubiera estado alejando del estilo conservador de música, influenciado por la música de Johannes Brahms, que había estado escribiendo hasta ese momento. Sin embargo, a través de Ritter se familiarizó con los poemas sinfónicos de Liszt. Pronto comenzó a expresar el eslogan "Las nuevas ideas deben buscar nuevas formas" como elemento central de las obras sinfónicas de Liszt, y desde este punto consideró la forma de sonata abstracta como poco más que "una cáscara hueca". Strauss dejó Meiningen en 1886 para ocupar un puesto de director en Múnich, lo que le permitió encuentros regulares "para intercambiar ideas nobles y escuchar las enseñanzas del Lisztciano Ritter", que se había trasladado a Múnich en septiembre de 1886.
Antes de asumir su cargo en Múnich, Strauss pasó varias semanas de gira por Italia, durante las cuales dio su "primer paso vacilante" en la escritura de música programática al componer bocetos para Aus Italien. Como sus deberes en Múnich eran más livianos que los de Meiningen, Strauss también tenía más tiempo para pensar en la música y la estética mientras profundizaba su amistad con Ritter. Se convenció de que el deber de un artista incluía crear "una nueva forma para cada nuevo tema" y abordó este problema con Macbeth, la pieza que se convertiría en su primer poema sinfónico en toda regla. Ocho meses después de completarlo, escribiría el maravilloso Don Juan. Su estreno le valió a Strauss un gran renombre como moderno. 
Mientras continuaba haciéndose un nombre por sí mismo como director y compositor, Strauss continuó escribiendo poemas sinfónicos de manera constante durante la década de 1880. Se tomó un descanso de seis años de la forma mientras trabajaba en su primera ópera, Guntram, pero el fracaso de la misma le mostró a Strauss que todavía tenía mucho que dominar en lo que respecta a la narrativa en su forma puramente orquestal. La mayoría de los poemas sinfónicos escritos después de esta pausa son significativamente más largos y más ámplios en sus demandas orquestales que sus predecesores. En 1898, había compuesto Till Eulenspiegel, Also sprach Zarathustra, Don Quijote y Ein Heldenleben.
Strauss escribió sobre una amplia gama de temas, algunos de los cuales se habían considerado anteriormente inadecuados para la música, incluida la literatura, la leyenda, la filosofía y la autobiografía. Al hacerlo, elevó la técnica orquestal a un nuevo nivel de complejidad, llevando el realismo en la representación orquestal a niveles sin precedentes, ampliando las funciones expresivas de la música de programa y extendiendo sus límites. Debido a su uso virtuoso de la orquestación, el poder descriptivo y la viveza de estas obras es extremadamente marcado. Por lo general se emplea una gran orquesta, a menudo con instrumentos adicionales, y se utilizan a menudo efectos instrumentales para la caracterización aguda, como reproducir el balido de las ovejas con latón, así como cañas en el Quijote.
El manejo de la forma de Strauss también es digno de mención, tanto en su uso de la transformación temática como en su manejo de múltiples temas en un intrincado contrapunto. Su uso de la forma variación en Don Quijote se efectua excepcionalmente bien, igual que su uso de la forma rondó en Till Eulenspiegel.  Como señala Hugh MacDonald en New Grove (1980), "a Strauss le gustaba usar un tema simple pero descriptivo, por ejemplo, el motivo de tres notas en la apertura de Also sprach Zarathustra, o arpegios vigorosos para representar las cualidades masculinas de sus héroes. Sus temas de amor son melodiosos y cromáticos y, en general, con una música plena, y a menudo le gusta la calidez y la serenidad de la armonía diatónica como un bálsamo tras torrenciales texturas cromáticas, sobre todo al final de Don Quijote, donde el violonchelo solo tiene un re mayor incomparable de transformación del tema principal".

## Italia
En Italia destaca la aportación de Ottorino Respighi con su esplendorosa trilogía de inspiración romana.

### Fontane di Roma

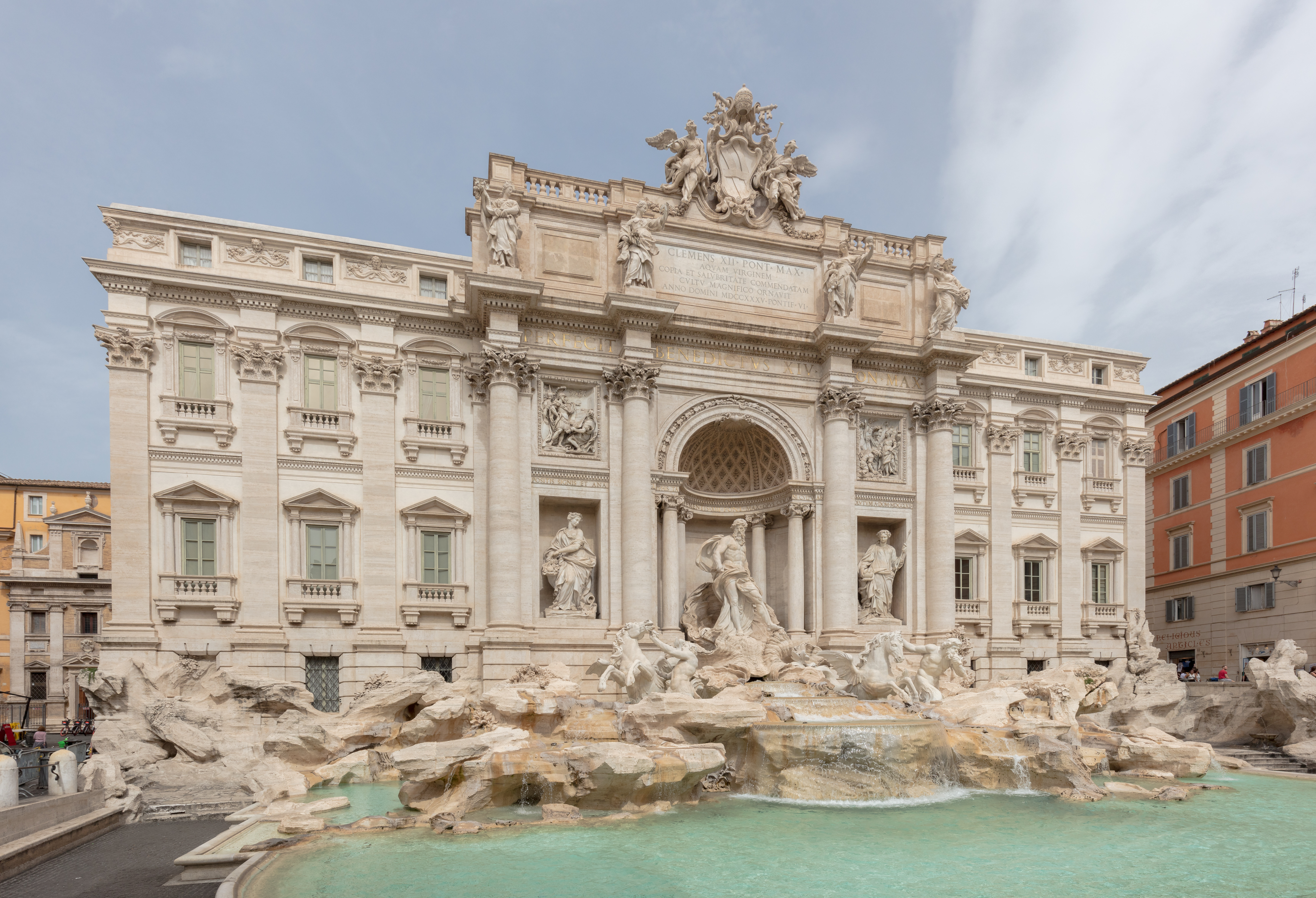
Fontana di Trevi, Roma.

Fontane di Roma (Fuentes de Roma) es un poema sinfónico compuesto por Ottorino Respighi en 1916. Forma parte de la Trilogía romana, siendo el primero de sus tres poemas sinfónicos sobre la ciudad eterna, antes de Pini di Roma (1924) y Feste romane (1928). La obra se estrenó el 11 de marzo de 1917 en el Teatro Augusteo de Roma por la Orquesta dell'Accademia Nazionale di Santa Cecilia bajo la dirección de Antonio Guarnieri.
La obra consta de cuatro movimientos:
- La fontana di Valle Giulia all'alba (La fuente en el Valle Giulia al amanecer)
- La fontana del Tritone al mattino (La fuente del Tritón por la mañana)
- La fontana di Trevi al meriggio (La Fontana di Trevi en el sol del mediodía)
- La fontana di Villa Medici al tramonto (La fuente de Villa Medici al anochecer)

El compositor precedió a la partitura con el siguiente programa: “En este poema sinfónico, el compositor quiere expresar los sentimientos y la historia que se despertaron en él al ver cuatro fuentes romanas, cada una en el momento del día en que sus peculiaridades se asemejan más al entorno en cuestión, o su belleza hace mayor impresión en el espectador.
La primera parte del poema se inspira en la fuente del Valle Giulia y pinta un paisaje pastoril. Los rebaños de ovejas pasan y se pierden en la bruma fresca y húmeda de un amanecer romano.
De repente, unas trompas fuertes y continuas sobre una orquesta que trina abren la segunda parte: la fuente del tritón. Es, por así decirlo, una alegre llamada, en la que náyades y tritones se apresuran en manadas, se persiguen unos a otros y luego realizan una danza desenfrenada en medio de los chorros de agua.
Un tema solemne suena sobre las olas de la orquesta: la Fontana de Trevi al mediodía. El tema solemne pasa de la madera al metal y adquiere un carácter triunfal. Sonido de fanfarrias: el carro de Neptuno, tirado por caballitos de mar, con un séquito de sirenas y tritones pasa sobre una brillante superficie de agua. La procesión se aleja mientras las trompetas ahogadas reverberan en la distancia.
La cuarta parte se anuncia con un tema triste que se eleva como sobre un suave chapoteo. Es la hora melancólica del ocaso. El aire está lleno del sonido de las campanas, el canto de los pájaros y el susurro de las hojas. Entonces todo esto muere suavemente en el silencio de la noche."

### Pini di Roma

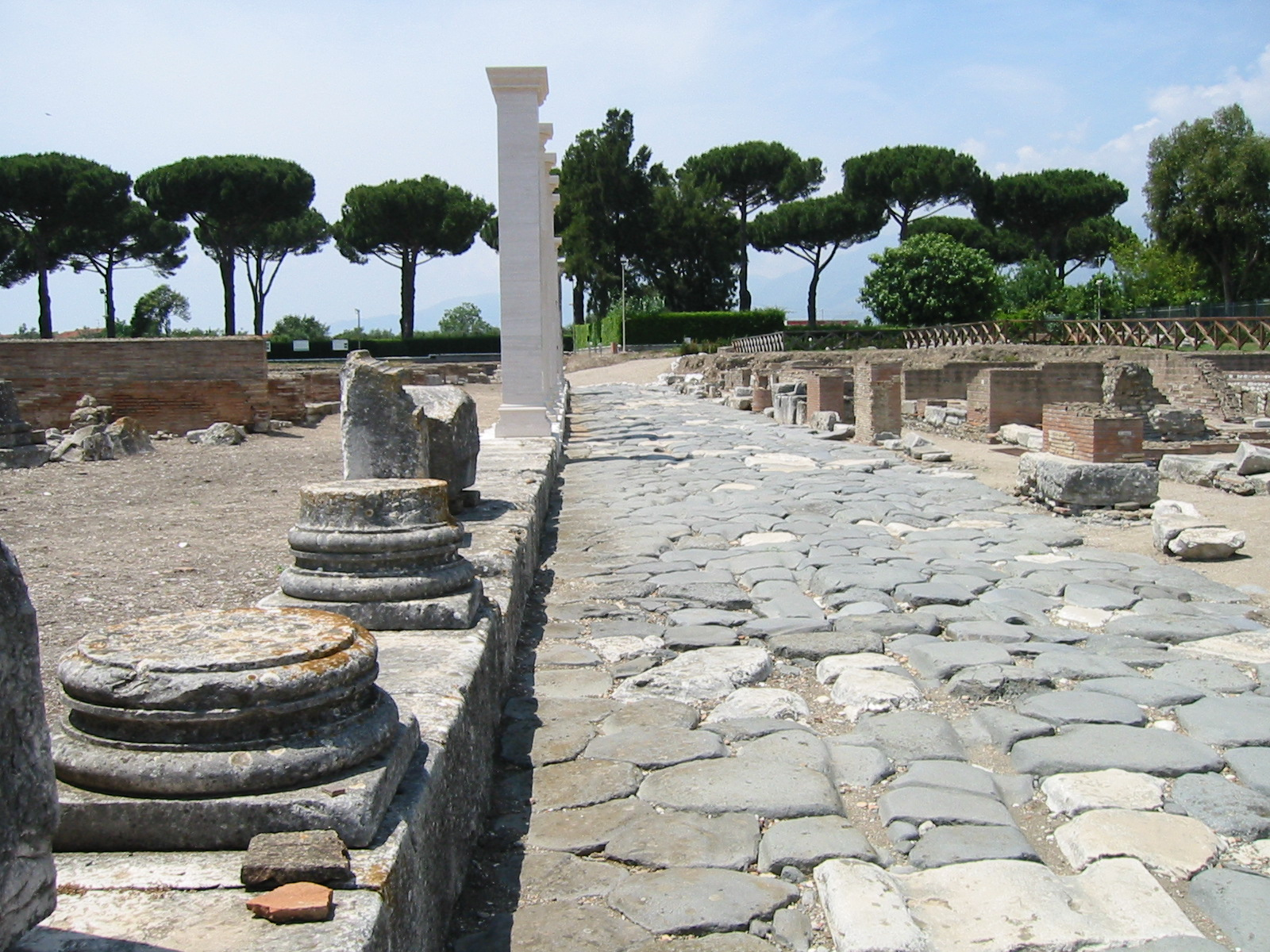
Pinos de la Vía Apia.

Pini di Roma (Pinos de Roma) es un poema sinfónico compuesto por Ottorino Respighi en 1924. Cada movimiento retrata los pinos de diferentes partes de la ciudad de Roma a lo largo del día.
1. "I pini di Villa Borghese" (Los pinos de Villa Borghese)
2. "Pini presso una catacomba")
3. "I pini del Gianicolo" (Los pinos del Gianicolo)
4. "I pini della Via Appia" (Los pinos de la Via Appia)

El primer movimiento, “Los Pinos de Villa Borghese”, representa niños ruidosos que juegan a ser soldados y que marchan en los pinares de los jardines Borghese. 
El segundo movimiento, “Los Pinos cerca de una Catacumba” es un canto majestuoso, que representa pinos ubicados cerca de una catacumba en la Campaña romana. Los instrumentos bajos de la orquesta y el pedal del órgano, con registros de 16’ y 32’, representan la naturaleza subterránea de las catacumbas, mientras que los trombones representan el canto de los sacerdotes. 
El tercer movimiento, “Los Pinos de Gianicolo”, representa un escenario nocturno cerca del templo del dios romano Jano, ubicado en la colina Janículo. Los dioses de dos caras abren grandes puertas y portones para marcar el comienzo del año nuevo. Respighi aprovecha la oportunidad para incluir el verdadero sonido de un ruiseñor, algo que jamás se había hecho. (La partitura menciona una grabación específica que se puede escuchar en un fonógrafo: el Brunswick Panatrope). 

El último movimiento, “Los Pinos de la Vía Apia”, representa pinos a lo largo de la gran Vía Apia. Amanecer cubierto de neblina: una legión avanza por la Vía Apia bajo el resplandor del sol que recién se asoma. Respighi quería que el suelo temblara bajo las pisadas de su ejército, por lo que indicó que el órgano se ejecutase en Si bemol con un pedal de 8', 16' y 32'. La partitura contiene buccinas, trompetas antiguas que, en general, se representan con fiscornos. Las trompetas suenan y el ejército consular avanza triunfalmente hacia la Colina Capitolina

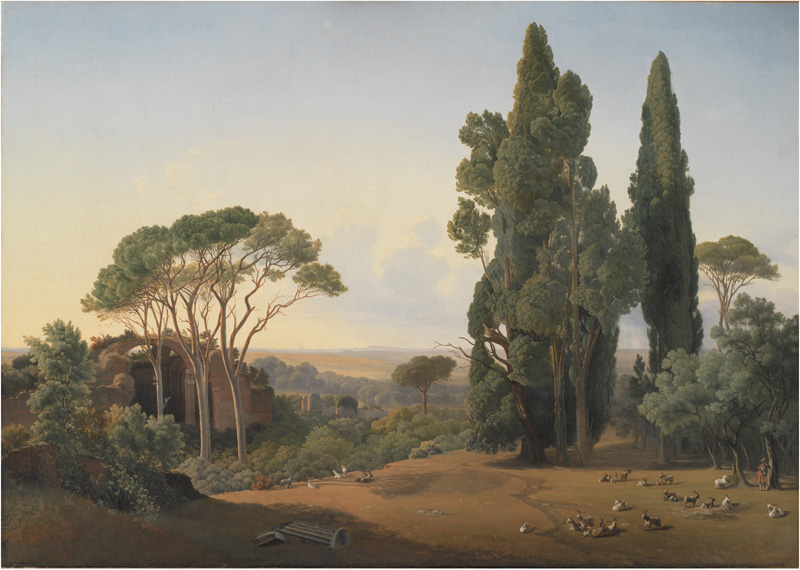
Vista de campos cerca de Roma (Fritz Petzholdt)

### Feste romane
Feste romane (Fiestas romanas) es un poema sinfónico compuesto por Ottorino Respighi en 1928. Describe escenas de la Roma antigua y la Roma moderna. Esta obra es la más larga y exigente, por eso es la menos conocida de la trilogía. Por lo tanto, las orquestas lo programan con menos frecuencia que las otras dos.

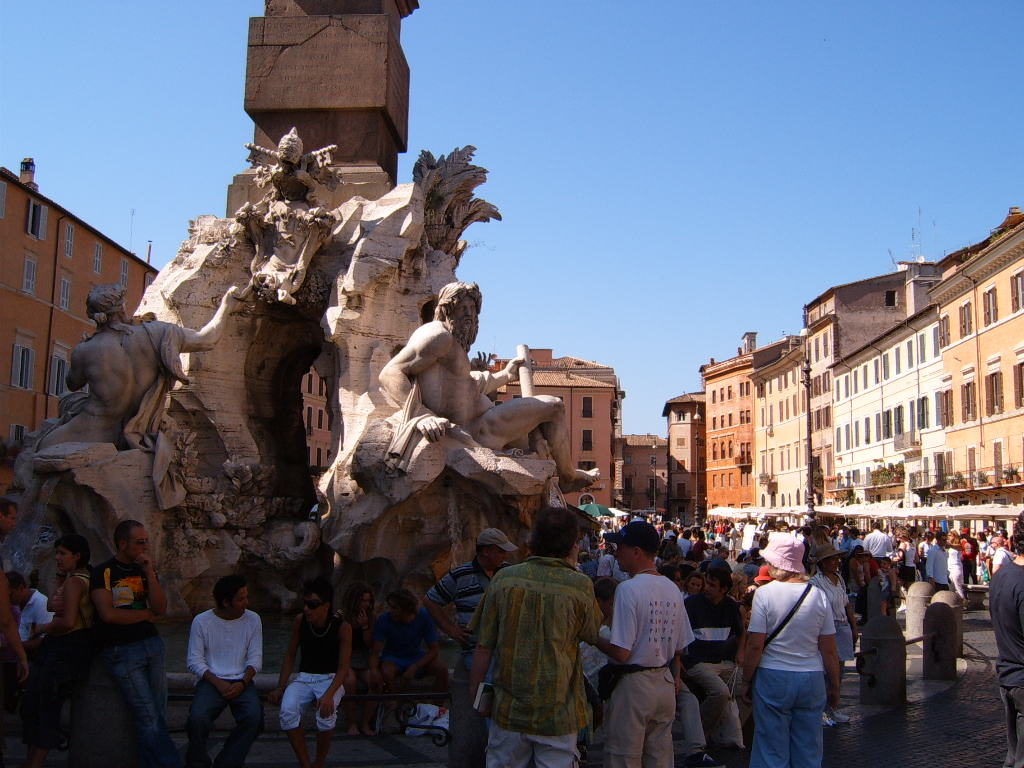
Piazza Navona : Fuente de los Cuatro Ríos de Bernini

El poema sinfónico, como los dos primeros de la trilogía, se estructura en cuatro movimientos:
1. Circenses ( Juegos de circo ) - c. 4:30 min
2. Giubileo ( Jubileo ) - c. 7:15 min
3. el Ottobrata ( Festival de Octubre ) - c. 7:40 min
4. la Befana ( Epifanía ) - c. 5:30 min.

El primer movimiento presenta el tema de una actuación en el circo romano en la que los gladiadores luchan a muerte, al son de una fanfarria de buccina. Las cuerdas y los vientos sugieren el canto llano de los mártires cristianos, que se opone a los gruñidos de las fieras a las que son entregados a morir en la pista del Circo Máximo. El movimiento finaliza con violentos acordes orquestales, completados por pedales de órgano, para representar el fin de los mártires.
El segundo movimiento representa el jubileo, la fiesta del catolicismo que reúne a peregrinos de toda la tierra cada veinticinco años. La llegada de los peregrinos a Roma queda ilustrado por la visión del impresionante panorama que se puede admirar desde Monte Mario y el sonido de las campanas.
El tercer movimiento ( Fiesta de octubre ) representa la cosecha y la caza en los campos cerca de Roma. El solo de corno inglés evoca la cosecha, mientras que en el fondo, los cornos recuerdan la caza, citando fanfarrias venerables que todavía se tocan hoy día en Francia en concursos de cuernos de caza ("Le Bonsoir", por ejemplo). Se escucha el sonido de campanas y la mandolina toca una cariñosa serenata.
El movimiento final tiene lugar en Piazza Navona. El sonido de las trompetas evoca a los cantos y bailes romanos, incluido los movimientos de un juerguista borracho representado por un solo de trombón tenor.

## Finlandia

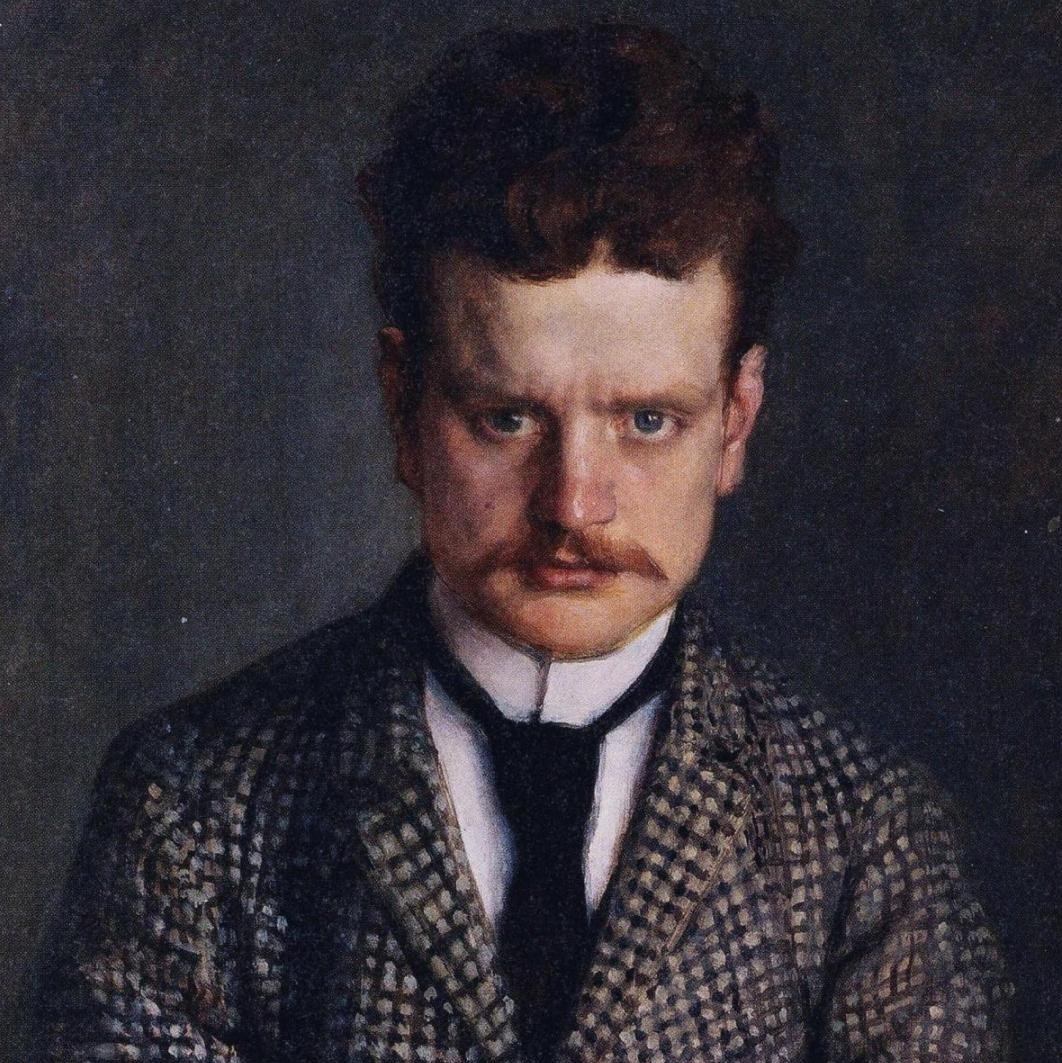
Jean Sibelius por Eero Järnefelt 1892

Los trece poemas sinfónicos de Jean Sibelius junto con los poemas sinfónicos de Richard Strauss, representan algunas de las contribuciones más importantes al género desde Franz Liszt. Considerados en conjunto, los poemas sinfónicos abarcan la totalidad de la carrera artística de Sibelius (el primero fue compuesto en 1892 y el último en 1925), muestran la fascinación del compositor por la naturaleza y la mitología finlandesa (en particular, el Kalevala), y proporcionan un retrato completo de su maduración estilística a lo largo del tiempo.
En saga («Un cuento de hadas») fue presentado por primera vez en febrero de 1893, bajo la dirección de Sibelius. El poema sinfónico de un solo movimiento posiblemente fue inspirado por el manual poético de mitología islandesa Edda prosaica, aunque Sibelius simplemente lo describió como «una expresión de su estado anímico». Comienza con un soñador tema en las cuerdas, que es desarrollado por los instrumentos de viento de madera, siguiendo con las trompas y las violas, demostrando la capacidad de Sibelius de usar el color orquestal. Es la primera pieza orquestal de importancia del compositor y fue revisada en el año 1902 cuando Ferruccio Busoni invitó a Sibelius a dirigir su pieza en Berlín. Tras una exitosa recepción le escribió a Aino: «he sido reconocido como un «artista» consumado».
La ninfa del bosque, poema sinfónico de un solo movimiento para orquesta, fue escrito en 1894. Se estrenó en abril de 1895, en Helsinki, bajo la batuta de Sibelius, y está inspirado en la obra homónima del poeta sueco Viktor Rydberg. En el aspecto organizativo, se compone de cuatro secciones informales, correspondientes a cada una de las cuatro estrofas del poema y cada una evoca el estado de ánimo de dicho episodio en particular: vigor heroico, una actividad frenética, el amor sensual; y por último, inconsolable tristeza. A pesar de la belleza de la música, muchos críticos culpan a Sibelius de «confiar» excesivamente en la estructura narrativa de la fuente de origen.
La Suite Lemminkäinen fue compuesta en la década de 1890. Originalmente concebida como una ópera mitológica, Veneen luominen («La construcción del barco»), en una escala similar a la de Richard Wagner, Sibelius más tarde cambió sus metas musicales y el trabajo se convirtió en una pieza orquestal en cuatro movimientos. La suite se basa en el protagonista Lemminkäinen de la epopeya nacional finlandesa, el Kalevala. También puede considerarse como una colección de poemas sinfónicos. La segunda/tercera sección, El cisne de Tuonela, se suele interpretar de forma independiente.
Finlandia, probablemente la obra más conocida de Sibelius, es una pieza sumamente patriótica que fue interpretada por primera vez en noviembre de 1899 como uno de los tableaux para las Celebraciones de la Prensa finlandesa. Recibió su estreno público tras una revisión en julio de 1900. El título actual surgió más tarde, primero en la versión para piano, y luego en 1901 cuando Kajanus dirigió la versión para orquesta bajo el nombre de Finlandia. Aunque Sibelius insistió en que era principalmente una pieza orquestal, se convirtió en una pieza coral favorita en todo el mundo, especialmente el episodio en forma de himno. Finalmente, el compositor accedió a que tuviera este título y en 1937 y 1940 estuvo de acuerdo en la letra del himno, en primer lugar para los francmasones y más tarde para uso general.
Las oceánides es un poema sinfónico de un solo movimiento para orquesta escrito entre 1913 y 1914. La pieza, que hace alusión a las ninfas de la mitología griega que habitaban en el Mediterráneo, se estrenó el 4 de junio de 1914, en el Festival de Música de Norfolk en Connecticut bajo la dirección del propio Sibelius. La pieza, en re mayor, fue elogiada en su estreno como «la mejor evocación del mar jamás producida en la historia de la música». Consta de dos temas que Sibelius poco a poco desarrolla en tres etapas informales: en primer lugar, un plácido océano; en segundo lugar, una tormenta; y tercero, el poderoso choque de una ola que constituye el clímax. La tempestad amaina, y suena un acorde final, que simboliza el poder y la extensión ilimitada del mar.
Tapiola, la última gran obra orquestal de Sibelius, fue un encargo de Walter Damrosch para la Sociedad de la Filarmónica de Nueva York donde se estrenó el 26 de diciembre de 1926. Se inspira en Tapio, un espíritu del bosque del Kalevala. En palabras del crítico estadounidense Alex Ross, «resultó ser la declaración musical más grave y concentrada de Sibelius». Aún más enfáticamente, el compositor y biógrafo Cecil Gray afirma: «Incluso si Sibelius no hubiera compuesto nada más, esta obra le da derecho a un lugar entre los más grandes maestros de todos los tiempos».